# Hemmatabad
Hemmatabad (em persa: همت اباد, também romanizada como Hemmatābād) é uma aldeia do distrito rural de Esfandar, no condado de Abarkuh, na província de Yazd, Irã.